# Dosier de prensa

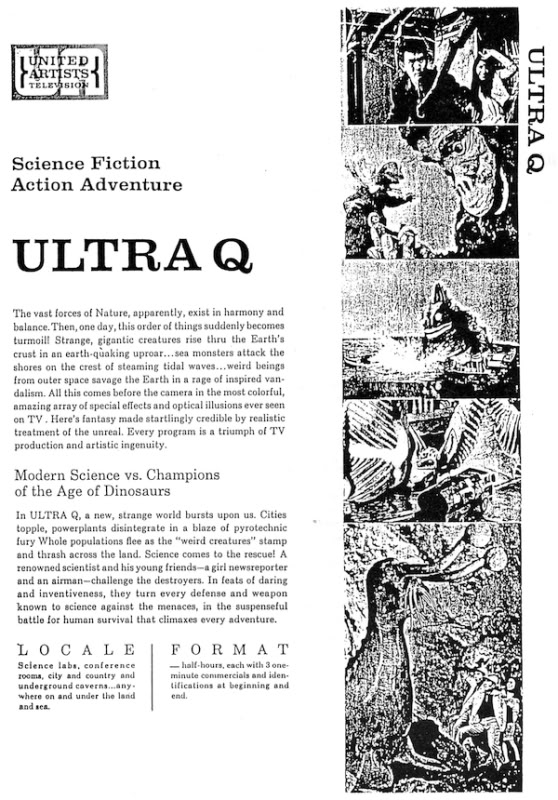
Página de referencia

Un dosier de prensa o kit de prensa (también conocido por su nombre en inglés, press kit o media kit) es una herramienta utilizada en las relaciones públicas. Documentación básica de toda campaña de relaciones públicas, contiene información que refuerza y complementa a una nota de prensa, que a diferencia de esta tiene una importancia documental más que noticiosa, pero que también puede y debe tener valor periodístico en sí mismo.
La extensión de un dosier de prensa varía, sin que sea recomendable ofrecer un documento demasiado extenso, salvo que la información que contenga no pueda ser resumida sin que esto pueda dar pie a confusión entre los periodistas.
Entre sus usos más corrientes están: lanzamiento de productos, presentación de nuevas empresas, fusiones o adquisiciones, conferencias de prensa, anuncio de eventos especiales, ferias industriales o exhibiciones, acompañamiento para una nota de prensa, o informar a los medios de cualquier evento de interés dentro de la esfera de actividad de la empresa.